# Risques de l'association du tabagisme et de la pilule contraceptive
 (avril 2018).
Si vous disposez d'ouvrages ou d'articles de référence ou si vous connaissez des sites web de qualité traitant du thème abordé ici, merci de compléter l'article en donnant les références utiles à sa vérifiabilité et en les liant à la section « Notes et références ».
Si le tabagisme et la pilule contraceptive ont des effets néfastes pour la santé, leur association l'est bien plus que la simple addition de leurs effets pris séparément.

## Risques cardio-vasculaires
Les risques énumérés ci-après ne sont pas exhaustifs.
L'association tabac-pilule multiplie le risque d'accident cardiovasculaire par vingt,.

### Infarctus du myocarde
Le risque d’infarctus du myocarde est 87 fois plus élevé chez les femmes fumeuses qui prennent la pilule contre 11 fois plus pour le tabagisme seul,,. L’âge est un élément augmentant également la mortalité, ainsi, le risque de développer un infarctus du myocarde pour une fumeuse qui a recours à la pilule contraceptive est de 7/100 000 chez les 30-39 ans contre 67/100 000 pour la tranche des 40-44 ans.

### Accident vasculaire cérébral
Le risque d'accident vasculaire cérébral est 5,8 fois plus élevé chez les femmes qui fument et utilisent la pilule que chez les femmes ne consommant ni l'un ni l'autre.

### Thrombose
Les femmes fumeuses qui prennent la pilule ont plus de risque de développer une thrombose que les femmes ne prenant ni l'un ni l'autre, et plus encore après 40 ans, le risque de thrombose est 8,8 fois plus élevé que les femmes non fumeuses qui ne prennent pas la pilule,.

### Phlébite
Le risque de phlébite pour les utilisatrices de la pilule qui fument est 5,5 fois plus élevé que pour les femmes ne consommant ni à l’un ni à l’autre,.

## Cancer du col de l'utérus
Le papillomavirus est responsable de la quasi-totalité des cancers du col de l'utérus, et les risques de le contracter sont accrus chez les fumeuses utilisant la pilule,.